# 28e dynastie van Egypte
De 28e dynastie van Egypte werd gevormd door Amyrtaios uit Saïs die het in 404 v.Chr. lukte om de Nijldelta te bevrijden van de Perzische overheersing. Rond 400 v.Chr. had hij het gehele land veroverd, waarmee zijn regering de 28e dynastie vormde.